# Герцогство Арче
Герцогство Арче (итал. Il Ducato di Arce) — небольшое средневековое итальянское герцогство, располагавшееся в регионе Лацио с центром в г. Арче.

## История
В конце X века князь Капуи передал Арче монахам Ордена св. Бенедкта, у которых в 1058 году город был отнят норманнским князем Капуи Рикардо I Дренго. 29 апреля 1191 г. город был взят войсками императора Генриха VI. После этого территория Арче несколько раз переходила то во владение папы, то обратно к императору, пока в 1265 г. её ни захватил Карл I Анжуйский. В 1307 г. Арче было пожаловано в качестве феода французскому аристократу Жану де Жуанвилю (итал. Giovanni Gianvilla). В 1381 г. Арче стало баронством под властью рода Кантельмо, который владел городом до 2-й половины XV века. В 1472 г. Арче в статусе герцогства было передано племяннику папы Сикста IV Леонардо Делла Ровере в качестве приданого за его невестой Катериной Неаполитанской, внебрачной дочерью короля Неаполя Ферранте I Арагонского. Род Делла Ровере владел герцогством Арче до 1580 г. При этом титул герцога Арче принадлежал герцогам Урбино. 16 марта 1580 г. герцог Урбино Франческо Мария II делла Ровере продал герцогства Арче и Сора за 120.000 скудо Джакомо Бонкомпаньи. Род Бонкомпаньи владел герцогством до 1796.

### Синьоры, затем бароны Арче

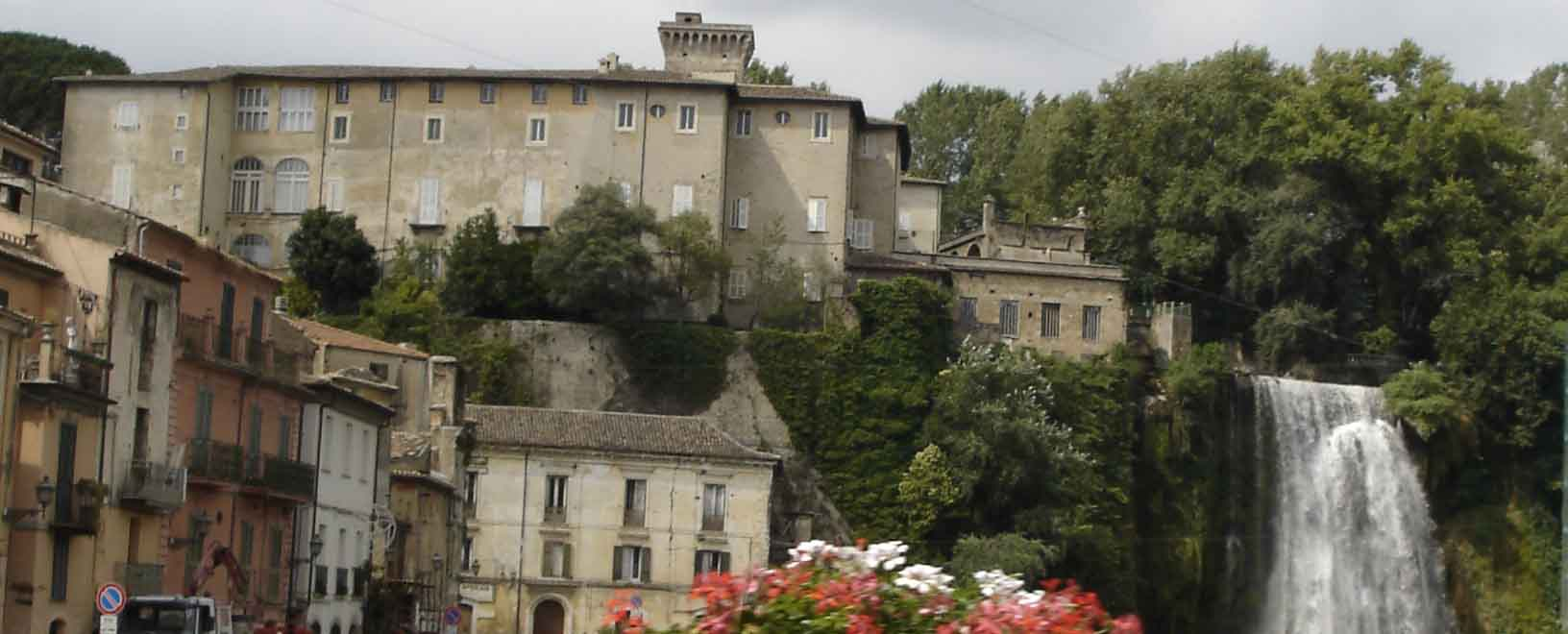
Герцогский замок в Изола-дель-Лири

- 1307—? Джованни Джанвилла
- 1381—1393 Джакомо IV Кантельмо

### Герцоги Арче
- 1472—1475 Леонардо Делла Ровере (р. 1445; брат папы Юлия II)
- 1475—1501 Джованни делла Ровере
- 1501—1538 Франческо Мария I делла Ровере
- ?—1580 Франческо Мария II делла Ровере
- 1580—1612 Джакомо Бонкомпаньи